# Marriage of inconvenience
Marriage of inconvenience of 兩妻時代 is een Hongkongse TVB-serie uit 2007. Het is vooral komisch en plezierig georiënteerd.

## Rolverdeling
| Cast Member          | Character Portrayed       |
| -------------------- | ------------------------- |
| Bobby Au Yeung       | Kong Hoi-Chuen/江海泉     |
| Angela Tong          | "Meow Meow" Miu Ling/繆鈴 |
| Toby Leung           | Ng Yi Wu Jiu/吾爾烏焦     |
| Raymond Wong Ho-Yin  | Ivan Yik Hei Ji/易晞智    |
| Power Chan           | Lam Pak Sum/林柏森        |
| Astrid Chan          | Carol Sin Bing/冼冰       |
| Winnie Yeung         | Betty Yim Wun Bik/炎煥碧  |
| Joel Chan Shan-Chung |                           |

## Verhaal
Kong Hoi-Chuen (Bobby Au Yeung) heeft een huwelijksbureau, maar heeft vreemd genoeg zelf altijd moeite om een vrouw te vinden. Hij ontmoet Miu Ling (Angela Tong), die net door liefde bedrogen is. Later worden ze verliefd op elkaar. Zes maanden later wil Miu Ling met meneer Kong trouwen. Net op het moment dat Kong denkt dat hij de gelukkigste echtgenoot van de wereld is, ziet hij Ivan (Raymond Wong Ho-Yin), de ex-man van Miu Ling. Geboeid met woede besluit hij te scheiden van Miu. Maar helaas is het niet zo simpel als het lijkt. Mevrouw Miu, die vindt dat ze niets fout heeft gedaan, weigert het huis te verlaten. Om Miu weg te treiteren gaat meneer Kong trouwen met Zhao Yang (Toby Leung), een Chinese vastelander van Oeigoerse afkomst. Mevrouw Miu en meneer Kong zitten tot het eind te vechten om wie het huis krijgt, ze delen het huis uiteindelijk in twee helften, wat alleen meer problemen oplevert. Later ontdekt Kong dat Zhao Yang eigenlijk Ng Yi Wu Jiu heet. Ook vindt hij beide vrouwen leuk.